# WikipediaFS
WikipediaFS는 사용자가 미디어위키 기반 사이트의 문서를 마치 로컬 디스크 드라이브에 있는 실제 파일인 것처럼 보고 편집할 수 있게 해주는 가상 파일 시스템이다. 이를 통해 사용자는 문서 편집기를 사용하여 문서를 직접 편집할 수 있다. WikipediaFS는 소스포지닷넷(SourceForge.net)의 마티유 블론델(Mathieu Blondel)이 주로 개발했다.
WikipediaFS는 파이썬으로 구현되었으며 FUSE 커널 모듈을 사용한다. 이 파일 시스템은 문서 원본 텍스트를 천천히 다운로드하고 업로드하는 방식으로 작동한다. 파일에 접근할 때만 선택한 사이트에 HTTP 요청을 보낸다. (파일 읽기는 GET HTTP 요청에 해당하고, POST HTTP 요청에 쓰기에 해당한다.)

## 장점
- 긴 위키백과 문서를 편집하는 것은 때때로 웹 양식의 제한으로 인해 힘들고 시간이 많이 걸릴 수 있다. 대신 WikipediaFS가 디렉터리에 마운트되면 문서는 해당 디렉터리의 실제 파일처럼 된다. 따라서 텍스트 편집기를 사용하여 파일을 편집할 수 있다. 텍스트 편집기는 일반적으로 브라우저보다 더 안정적이고 덜 느리며 맞춤법 검사 및 위키 구문 강조와 같은 유용한 기능을 갖추고 있다.
- WikipediaFS가 HTTP 레이어를 관리하기 때문에 간단한 파일을 다루는 것처럼 프로그램이나 봇을 투명하게 작성하는 것이 가능하다. 예를 들어, WikipediaFS는 한 미디어위키 사이트에서 다른 미디어위키 사이트로 대규모 콘텐츠 마이그레이션을 수행하는 데 사용될 수 있다.

## 단점
- 이 프로젝트는 2007년부터 더 이상 관리되지 않는다. 이후 소프트웨어는 더 이상 사용되지 않는다.
- 페이지 간 이동이 어렵다. WikipediaFS에는 어떤 페이지가 존재하고 어떤 페이지가 존재하지 않는지에 대한 로컬 지식이 없기 때문에 사용자는 페이지를 편집하려면 페이지의 정확한 이름을 알아야 한다.

## 같이 보기
- Wikifs